# 野瀬碧里
野瀬 碧里（のせ みどり、3月19日 - ）は、日本の女性声優。アミュレート所属。以前はオフィス野沢、メディアフォース、ディーカラーに所属していた。京都府出身。
2024年8月1日、ディーカラーとアミュレートとの事業統合によりアミュレートへ移籍。

## 出演

### テレビアニメ
太字はメインキャラクター。
2007年
- はなけろ（ナデシコ）

2008年
- きらりん☆レボリューション STAGE3（ペン代、女の子、シンデレラ役園児、女子部員）

2009年
- 君に届け（中谷加奈、女子生徒、女子生徒A）
- 極上!!めちゃモテ委員長（金井美樹、子供、客）
- それいけ!アンパンマン（まいたけちゃん〈2代目〉）

2010年
- 極上!!めちゃモテ委員長 セカンドコレクション（女子、友達）

2011年
- 極上!!めちゃモテ委員長 セカンドコレクション（女生徒）

2014年
- 生徒会役員共＊（放送部員）

2019年
- 明治東亰恋伽（猫〈キジトラ〉）
- パウ・パトロール（ジャスティーナ、少女）

2020年
- パウ・パトロール (エース、ジャスティーナ)

### OVA
- 生徒会役員共 (OVA-3) (2013年、女子生徒)

### Webアニメ
- としがみさま（マコトちゃん）[1][2]

### 劇場アニメ
- ハートの国のアリス 〜Wonderful Wonder World〜（2011年）
- 劇場版 K MISSING KINGS (2014年)

### ゲーム
- Φなる・あぷろーち2 〜1st priority〜（2008年）
- おもちゃ箱の国のアリス (2011年)
- 俺の妹がこんなに可愛いわけがない。HappyenD（2013年）
- 創作アリスと王子さま!（2015年、三国莉花）
- モンスター娘のいる日常オンライン（2016年、チェスカ、レシア）
- フィンガーナイツクロス (2018年、シャルロッテ、フローラ)[3]
- ビッグバッドモンスターズ（2020年、ニャンロト[4]）

### ドラマCD
- 世界一初恋〜小野寺律の場合+吉野千秋の場合〜（2008年、佐藤伊織）
- O*G*A 鬼ごっこロワイアル ハンターは孤島で恋をする（2013年、女子）※同名ゲームの特典ドラマCD
- Yours for an Hour ～はじまりは1時間から～  (2016年、秘書 アドミン)

### ボイスオーバー
- たいせつなこと（マグダ）

### ボイスコミック
- キミは宙のすべて（三国莉花）